# 1970 في نيوزيلندا
فيما يلي قوائم الأحداث التي وقعت خلال عام 1970 في نيوزيلندا.

## رياضة
- 1 يناير – كأس نيوزيلندا 1970 الفائز Bay Olympic [الإنجليزية]‏.

## مواليد

### يناير
- 1 يناير – أندرو نيكلسون متزلج سريع نيوزيلندي.
- 1 يناير – إميلي بيركنز
- 1 يناير – راتشيل كينغ
- 1 يناير – ميلاني بيرك تريثلت نيوزيلندية.
- 1 يناير – ناثان قاي سياسي نيوزيلندي.

### فبراير
- 16 فبراير – مارك أتكينسون لاعب كرة قدم نيوزيلندي.

### مارس
- 3 مارس – جيني أرمسترونغ رُبّانة أسترالية.
- 9 مارس – كالي ميهان ملاكم أسترالي.
- 27 مارس – جارود ماكراكين لاعب دوري رغبي نيوزيلندي.

### أبريل
- 6 أبريل – توماس إيدج لاعب كرة قدم نيوزيلندي.
- 15 أبريل – غلين ميتكالف لاعب اتحاد رغبي من المملكة المتحدة.

### مايو
- 2 مايو – دين بوتير
- 4 مايو – باول وايزمان لاعب كركيت نيوزيلندي.
- 22 مايو – مايك بيكهام

### يونيو
- 20 يونيو – مايا لويس لاعبة كركيت نيوزيلندية.
- 28 يونيو – جايسون دونيلي لاعب دوري رغبي نيوزيلندي.
- 28 يونيو – كاثرين أونيل

### يوليو
- 18 يوليو – كريس جاكسون لاعب كرة قدم نيوزيلندي.
- 20 يوليو – لي هارت
- 22 يوليو – كرايغ بيرد سائق سيارة سباق نيوزيلندي.
- 30 يوليو – جيوفري بيكر لاعب كريكت نيوزلندي.
- 30 يوليو – غرانت يونغ لاعب دوري رغبي نيوزيلندي.

### أغسطس
- 10 أغسطس – بريندون جوليان لاعب كركيت أسترالي.
- 25 أغسطس – أرون جيفري ممثل أسترالي.
- 29 أغسطس – إيفون فايل لاعبة كرة قدم نيوزيلندية.

### سبتمبر
- 8 سبتمبر – أندي وارد لاعب اتحاد رغبي نيوزيلندي.
- 23 سبتمبر – غلين تايلور لاعب رغبي نيوزيلندي.

### أكتوبر
- 16 أكتوبر – باول هنري لاعب كريكت نيوزلندي.
- 28 أكتوبر – ديفيد بينيت سياسي نيوزيلندي.

### نوفمبر
- 5 نوفمبر – شانتال برونر عداءة سرعة نيوزيلندية.
- 12 نوفمبر – سيمون أنغيل لاعب دوري رغبي نيوزيلندي.
- 23 نوفمبر – روبين وونغ درّاجة طريق نيوزيلندية.
- 25 نوفمبر – جون ليزلي لاعب اتحاد رغبي نيوزيلندي.

### ديسمبر
- 5 ديسمبر – مات هورن لاعب كركيت نيوزيلندي.
- 23 ديسمبر – برايس لورانس

## وفيات

### يناير
- 1 يناير – تشارلز كوتن (مواليد 1885)
- 3 يناير – هيلدا هايوارد (مواليد 1898)
- 25 يناير – ريتا أنجوس (مواليد 1908) رسامة نيوزيلندية.

### فبراير
- 13 فبراير – فيليب كونولي (مواليد 1899) سياسي نيوزيلندي.
- 28 فبراير – غوردون بيل (مواليد 1887) جراح نيوزيلندي.

### مايو
- 4 مايو – لين مورهاوس (مواليد 1904) سبّاح نيوزيلندي.

### يونيو
- 2 يونيو – بروس ماكلارين (مواليد 1937)
- 17 يونيو – مات هندرسون (مواليد 1895) لاعب كركيت نيوزيلندي.
- 22 يونيو – تودور واشنطن كولينز (مواليد 1898)

### يوليو
- 25 يوليو – هارولد هايوارد (مواليد 1883)

### أغسطس
- 6 أغسطس – تشارلز كلارك (مواليد 1883)
- 10 أغسطس – أرشيبالد باكستر (مواليد 1881)

### سبتمبر
- 14 سبتمبر – ليون غوتس (مواليد 1892) سياسي نيوزيلندي.

### أكتوبر
- 1 أكتوبر – ريجنالد بيدفورد هاموند (مواليد 1894) مهندس معماري نيوزيلندي.
- 10 أكتوبر – ليزلي تشادويك (مواليد 1889) لاعب كريكت نيوزلندي.
- 20 أكتوبر – أليكس بروس (مواليد 1887) لاعب كركيت نيوزيلندي.
- 30 أكتوبر – ميخائيل كونلي (مواليد 1887) سياسي نيوزيلندي.